# James K. Kelly

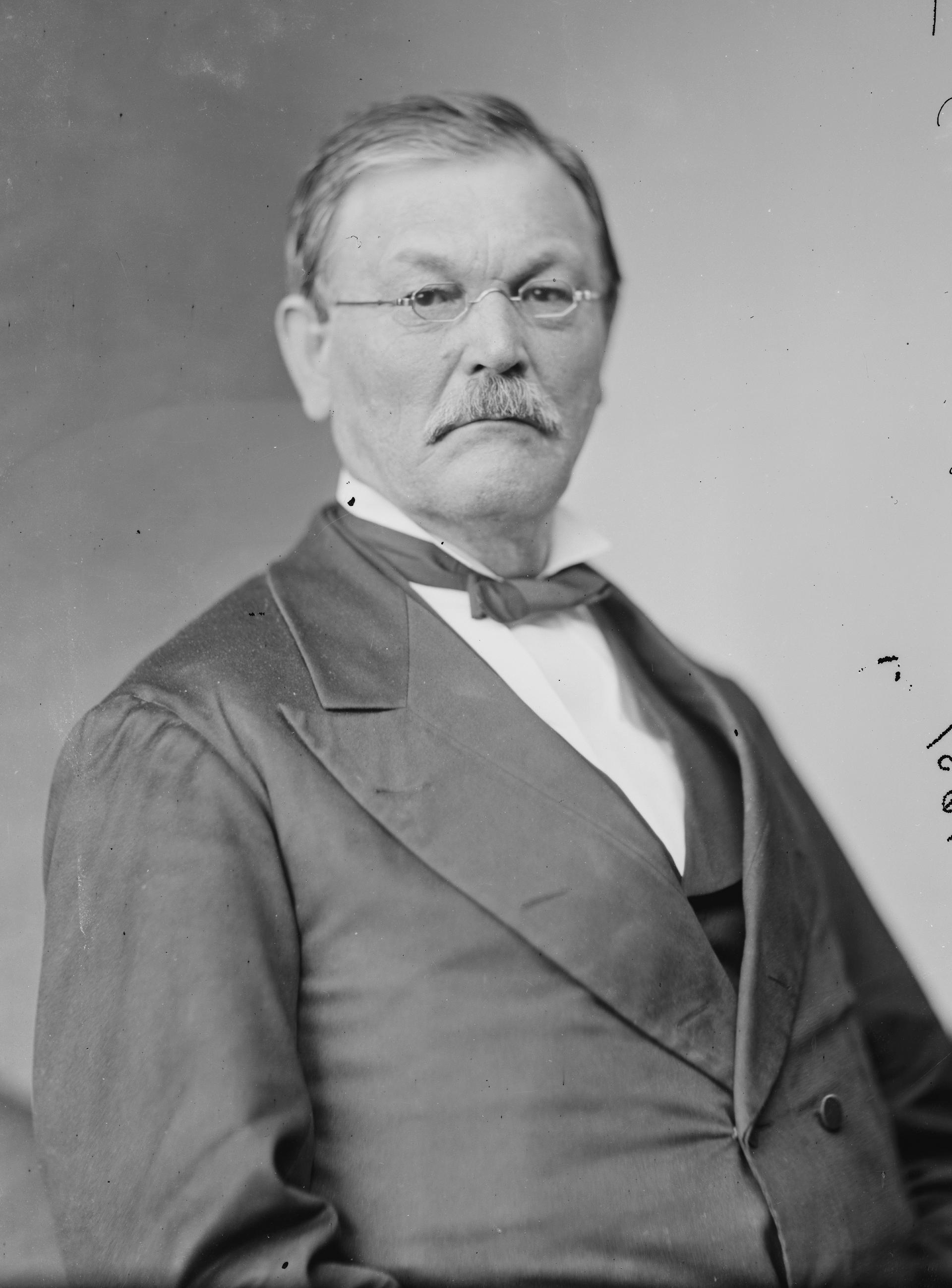
James K. Kelly

James Kerr Kelly (* 16. Februar 1819 im Centre County, Pennsylvania; † 15. September 1903 in Washington, D.C.) war ein US-amerikanischer Jurist und Politiker (Demokratische Partei), der den Bundesstaat Oregon im US-Senat vertrat.

## Frühe Jahre
Nach dem Besuch der öffentlichen Schulen sowie von Privatschulen in Milton und Lewisburg setzte James Kelly seine Ausbildung am College of New Jersey, der späteren Princeton University, fort. Dort machte er 1839 seinen Abschluss, woraufhin er in Carlisle die Rechtswissenschaften studierte und 1842 die Erlaubnis erhielt, als Anwalt in Pennsylvania zu praktizieren.
Kelly betrieb zunächst eine Kanzlei in Lewistown, ehe er stellvertretender Staatsanwalt im Mifflin County wurde. 1849 entschloss er sich im Zuge des Goldrauschs zu einem Umzug nach Kalifornien; zwei Jahre später ließ er sich schließlich im Oregon-Territorium nieder. Neben seiner Tätigkeit als Anwalt in Portland gehörte er einem dreiköpfigen Gremium an, das ausgewählt wurde, um die Gesetzgebung des Territoriums zu reformieren.

## Politik
Sein erstes politisches Mandat übernahm Kelly 1853 als Abgeordneter im Territorialparlament, in dem er bis 1857 verblieb. Zweimal wurde er zum Präsidenten der Kammer gewählt. Danach nahm er am Verfassungskonvent teil, der die für 1859 vorgesehene Aufnahme Oregons in die Union vorbereiten sollte. Nachdem dieser Schritt vollzogen war, zog Kelly in den Senat des neuen Bundesstaates ein. Seine Amtszeit endete dort 1864; beim Versuch, in diesem Jahr ins Repräsentantenhaus der Vereinigten Staaten gewählt zu werden, scheiterte er am Republikaner James Henderson.
1866 folgte eine erfolglose Kandidatur als Gouverneur von Oregon. Vier Jahre später wurde Kelly schließlich als demokratischer Kandidat in den US-Senat gewählt, wo er eine komplette Amtsperiode vom 4. März 1871 bis zum 3. März 1877 absolvierte. Um die Wiederwahl bewarb er sich nicht.

## Weiterer Lebenslauf
Von 1878 bis 1880 war James Kelly Vorsitzender (Chief Justice) des Obersten Gerichtshofs von Oregon. Auf diesen Posten war er von Gouverneur W. W. Thayer berufen worden. Nach einer Umstrukturierung des Justizsystems von Oregon wurden die Richter ab 1880 gewählt, wobei Kelly die Bestätigung versagt blieb. In der Folge arbeitete er wieder als Anwalt in Portland. Er kehrte 1890 nach Washington D.C. zurück und ging dort bis zu seinem Tod im Jahr 1903 seiner juristischen Tätigkeit nach.